# Théo Malget
Théo Malget (2 marzo 1961) è un ex calciatore lussemburghese, di ruolo centrocampista.
Anche suo figlio Kevin è stato un calciatore.

## Carriera

### Club
Ha giocato nella massima serie con Wiltz 71 e Avenir Beggen.

### Nazionale
Ha giocato 45 partite con la Nazionale lussemburghese.